# 坂田和子
坂田 和子（さかた かずこ、1958年12月30日 - ）は、日本の作詞家、作曲家、シンガーソングライター。血液型はO型。

## 来歴
学生時代より作詞、作曲を始める。
1985年に ″さかたかずこ″ 名義で、柏原芳恵のアルバム収録曲として詞曲の提供を行ったのを皮切りに、本格的に作家としての活動を始める。以降、長山洋子、BaBe、酒井法子など数多くの歌手やアーティストに作詞を中心として作品を提供し、洋楽のカバー曲の訳詞なども手掛ける。中尾ミエや中森明菜、長山洋子のシングル曲では作詞・作曲ともに担当している。
ほか、″葉庭敏貴″ という別名義でスターダストレビューや柳ジョージ等のミュージシャンに詞作を提供している。
1991年5月21日には、自身が歌唱しピップエレキバンCMソングとして使用された「ララバイ」のシングルCDがビクター音楽産業よりリリースされた。

## ディスコグラフィー

### シングル
|        | 発売日        | タイトル | カップリング                                                                       | 規格   | 規格品番   |
| VICTOR | VICTOR        | VICTOR   | VICTOR                                                                             | VICTOR | VICTOR     |
| ------ | ------------- | -------- | ---------------------------------------------------------------------------------- | ------ | ---------- |
| 1st    | 1991年5月21日 | ララバイ | NIGHT FLIGHT ララバイ（オリジナル・カラオケ） NIGHT FLIGHT（オリジナル・カラオケ） | 8cmCD  | VIDL-10127 |

## 主な作詞作曲
柏原芳恵
- 「願い星」「車内風景」（アルバム『待ちくたびれてヨコハマ』収録曲）〈1985年〉

中森明菜
- 「ノンフィクション エクスタシー」〈1986年〉

中尾ミエ
- 「野暮」〈1988年〉

長山洋子
- 「終わらないセレナーデ」〈1990年〉

## 主な作詞
秋元ともみ
- 「約束よ」（「少女神話［6,2,8］」B面）〈1987年〉

生稲晃子
- 「オ・メ・デ・ト・ウ!」（アルバム『日本「生稲」紀行』収録）〈1989年〉

太田貴子
- 「HURRY UP!」（シングル「プラスティック」B面）〈1989年〉

酒井法子
- 「Bタイプが好き」（「GUANBARE」B面）〈1988年〉

少女隊
- 「Top Of The Tokio」「Get It」「100万$のステップ」（アルバム『Fun Fan Fun』収録）〈1989年〉

中川勝彦
- 「MONEY」（「I CALL YOU」B面）〈1989年〉

長山洋子
- 「真夜中のオンディーヌ」（アルバム『オンディーヌ』収録）〈1987年〉

ピンクジャガー
- 「待てない ON THE BEAT」「私の異星人(エイリアン)」（アルバム『ロマンティック・ストリート』収録）〈1988年〉

BaBe
- 「Somebody Loves You 〜明日の恋人〜」〈1987年〉
- 「月夜のポプリ」（アルバム『Bravo!』収録）〈1987年〉

### 葉庭敏貴名義
スターダストレビュー
- 「Endless Dream」「ラビリンス・サスペンス」（アルバム『IN THE SUN, IN THE SHADE』収録）〈1989年〉
- 「Cruising Night」「コバルト色の午後」（アルバム『ONE & MILLIONS』収録）〈1990年〉

柳ジョージ
- 「I CALL YOUR NAME」「IN THE RAIN」（アルバム『WANDERER』収録）〈1989年〉
- 「OLD FASHIONED LOVE SONG」（アルバム『ATLANTIC WIRE』収録）〈1990年〉

## 主な訳詞
太田貴子
- 「GIRLFRIEND」〈1989年〉

荻野目洋子
- 「アンダー・ザ・ボードウォーク」（アルバム『FAIR TENSION』収録）〈1989年〉

工藤夕貴
- 「硝子の舟～Mon Mec A Moi～」〈1989年〉

長山洋子
- 「True Lover～見つめかえして～」（「ヴィーナス」B面）〈1986年〉
- 「If We Hold On Together」（ダイアナ・ロスのカバー）〈1990年〉

林原めぐみ
- 「約束だよ／ハッピー・ハッピー」（A・B面とも）〈1989年〉

## 参考資料
- さかたかずこ『ララバイ』（ジャケット）ビクター音楽産業、1991年5月21日。VIDL-10127。